# مهرجان بيت الدين

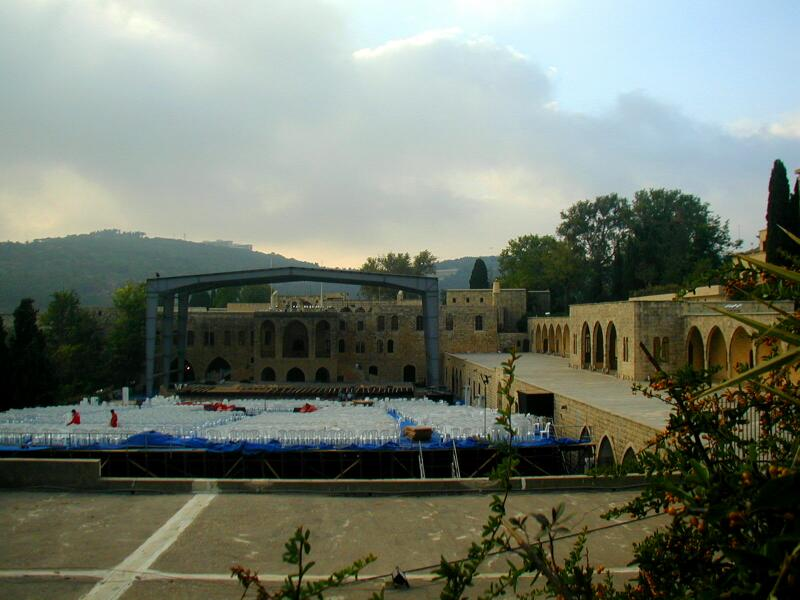
مسرح المهرجان في الساحة الخارجية لقصر بيت الدين

مهرجان بيت الدين هو مهرجان صيفي سنوي يقام في قصر بيت الدين في لبنان. تم إطلاقه وسط الحرب في منتصف الثمانينيات. انطلق المهرجان إيماناً بخصوصية لبنان الثقافية وقوة الإبداع والحرية الفنية. كانت دعوة للحياة الطبيعية وسط فوضى الحرب الأهلية.  تأسس المهرجان عام 1984 بعروض فنية محلية وبدأ تدريجياً بإقامة عروض إقليمية ودولية. على مر السنين، شملت الحفلات الموسيقية أو العروض المتعلقة بالموسيقى الكلاسيكية والرقص والمسرح والأوبرا والجاز والموسيقى العالمية الحديثة.

## الموقع
يقام المهرجان في قصر بيت الدين الكبير الذي يبلغ عمره 200 عام في جبال الشوف بلبنان.

## أبرز المشاركين
- روبرتو ألاجنا
- صباح فخري
- كاظم الساهر
- شارل أزنافور
- جورج بنسون
- مسرح كركلا للرقص
- ماريا كاري
- خوسيه كاريراس
- فيل كولينز
- بلاسيدو دومينغو
- مونتسيرات كابالي
- خوان دييغو فلوريس
- آنا نتريبكو
- ماجدة الرومي
- فيروز
- جارو
- جيلبرتو جيل
- سيلفي جيليم
- إلتون جون
- باتريشيا كاس
- مارسيل خليفة
- ديانا كرال
- ريكي مارتن
- كاتي ميلوا
- جوس ستون
- إيل ديفو

## روابط خارجية
- الموقع الرسمي لمهرجان بيت الدين